# Aldealseñor
Aldealseñor és un municipi espanyol ubicat a la província de Sòria, dins la comunitat autònoma de Castella i Lleó.

## Demografia
| Any      | 1900 | 1910 | 1920 | 1930 | 1940 | 1950 | 1960 | 1970 | 1980 | 1990 | 2000 |
| Població | 256  | 248  | 183  | 218  | 237  | 241  | 184  | 108  | 72   | 59   | 51   |